# Florencia Bertotti
María Florencia Bertotti(Buenos Aires, 15 de marzo de 1983) es una actriz, cantante, compositora, directora teatral y creadora de contenidos digitales argentina. Es conocida por haber protagonizado las telenovelas Floricienta y Niní. Por su actuación en la telecomedia Son amores obtuvo por dos años consecutivos (2002 y 2003) el Premio Martín Fierro a la mejor actriz de comedia.

## Carrera actoral

### Primeros años
María Florencia Bertotti nació el 15 de marzo de 1983 en Buenos Aires. Hija de Gustavo Bertotti y María Baleirón, tiene ascendencia italiana y española.
Su carrera en televisión empezó con una publicidad de mermeladas Arcor en 1995.
Tras varios intentos de publicidades en televisión, llegó Dulce Ana, tira donde interpretaba a la hija villana de Fabián Harding (Orlando Carrió). Luego tuvo participaciones en 90-60-90 Modelos y De corazón.
En 1998 tuvo su debut en cine, con una película de los estudiantes de la Universidad del Cine, Mala época, en la que interpretaba a Connie. Su segunda película, en la que personificaba un papel más ambicioso fue El faro, de Eduardo Mignogna; en la que interpretó a Aneta después de Jimena Barón, una adolescente de dieciocho años que quedaba embarazada. Por este papel fue nominada a un Premio Cóndor de Plata.  
En la telenovela de Telefe Verano del 98 interpretó a Lola Guzmán, una adolescente conflictiva. Al finalizar dicha telenovela y Luna salvaje, donde interpretaba a Sol, Florencia se convirtió en parte del equipo de Pol-ka Producciones. En el unitario Culpables interpretaba a Sofía. Durante las grabaciones de este unitario filmó la película Déjala correr junto a Nicolás Cabré, Pablo Rago, Julieta Díaz y Fabián Vena, donde ella interpretaba a Belén.

### 2002 - 2003: Son Amores y reconocimiento nacional
En 2002 llegó Son amores, con su personaje de Valeria Marquesi, el cual le daría reconocimiento. No sólo trabajó en televisión, sino que también tuvo su debut en el teatro. Su trabajo en este programa le valió dos Premios Martín Fierro a Mejor Actriz de Comedia (2002 y 2003).

### 2004 - 2007: Floricienta, éxito y reconocimiento internacional
Entre 2004 y 2005 protagonizó la producción infantojuvenil de Cris Morena, Floricienta, lo que marcó un antes y un después en su carrera y le dio reconocimiento internacional. Junto con Juan Gil Navarro en su primera temporada y junto a Fabio Di Tomaso en la segunda. La telenovela batió récords de audiencia dado su género en Argentina y fue transmitida en más de 40 países de Hispanoamérica, Europa y Oriente Medio por canales de aire y cable, destacando en audiencia en todos los países donde se emitió y logrando una buena aceptación del público, presentando un fenómeno global para niños y preadolescentes de diferentes partes del mundo. Dada su popularidad fue emitida a través de Disney Channel para toda América Latina y España. Floricienta obtuvo una inmediata repercusión nacional e internacional y fue llevada con éxito al teatro entre 2004 y 2005 y se editaron cinco discos. Asimismo, durante 2005 y 2007 se realizaron giras internacionales por Latinoamérica e Israel.Gracias al éxito de la franquicia, Bertotti se estableció como «ídola infantil-juvenil» en Argentina, América Latina, algunos países de Europa e Israel.

### 2009-actualidad: Niní y otros proyectos
En 2009, produjo y dirigió la telenovela infantil Niní junto a Guido Kaczka, donde además fue la protagonista. En esta serie trabajó con Federico Amador, Paula Morales y Esteban Meloni. También fue llevada al teatro en 2010 como Niní: la búsqueda, vendiendo todas las entradas. Además, compuso la banda sonora de la misma. 
En 2010 volvió al cine con Igualita a mí producida por Patagonik Film Group la cual protagonizó junto a Adrián Suar; fue la película argentina más vista del año.En noviembre de ese mismo año, presentó en Italia su tira Niní.
En 2012, coprotagonizó la serie La dueña, encarnando a la nieta favorita de Sofía (Mirtha Legrand), la poderosa dueña de una empresa de productos cosméticos.
En 2014 protagonizó junto a Mercedes Morán, Araceli González, Carla Peterson e Isabel Macedo, la serie Guapas, de Pol-ka Producciones.Junto a Willie Lorenzo compuso la cortina musical del ciclo, interpretada por Fabiana Cantilo, la cual ganó un Premio Martín Fierro.
Volvió a la ficción en 2016, protagonizando la serie Silencios de familia, junto a Adrián Suar y Julieta Díaz, bajo las Pol-ka Producciones. Ese mismo año, por primera vez, compuso la cortina musical de la miniserie, la cual fue interpretada por ella misma.
En 2017 interpretó a Sol en la película Casi leyendas de Gabriel Nesci. Ese mismo año, junto con Willie Lorenzo, compuso la cortina musical para la telenovela Las Estrellas, la cual interpretó Daniela Herrero, la misma fue nominada a un Premio Martín Fierro.
En 2018 debutó como directora teatral de la telenovela juvenil, Simona, también compuso canciones para la misma: Simona va, Hola qué tal, Mejor con amigos, ¿Por qué no?, Yo no soy esa Julieta y Queriéndote querer.
En 2019, fue productora creativa y protagonizó a Sara en la obra teatral “Cien metros cuadrados”. A su vez, también compuso, junto con Willie Lorenzo, la cortina musical "La vida es hoy". Ese mismo año, Florencia obtuvo dos nominaciones: Como mejor actriz protagónica de comedia y mejor música original, en los Premios ACE.
En 2022, volvió a los medios con el programa Días y flores como conductora junto a Marcelo D'Alessio en Vale 97.5.

## Otros proyectos
En diciembre de 2020, tras la Pandemia, activó su canal de YouTube. Luego de tres meses de éxito en esta plataforma, en marzo de 2021 obtuvo su Placa de Plata tras superar los 100.000 de suscriptores.
En septiembre de 2022, presentó un concierto musical en Tel Aviv, Israel en el Menora Mivtachim Arena junto con Felipe Colombo Eguía y Rochi Igarzábal.
En abril de 2023, se presentó en Bolivia con tres conciertos en Santa Cruz de la Sierra, La Paz y Cochabamba.

## Vida personal
Sus padres, María Candelaria Baleirón, una docente de niños con discapacidad, y Gustavo Bertotti, joyero, se separaron cuando ella tenía doce años. Su padre falleció en 1999, cuando Florencia trabajaba en Verano del 98. Tiene una hermana mayor, Clara Bertotti, que es abogada.
En 1998 comenzó una relación con el actor Guido Kaczka, a quien conoció en las grabaciones de Verano del 98. Contrajeron matrimonio en 2006. En 2008 tuvieron un hijo llamado Romeo. La pareja se divorció en 2010.
Ese mismo año empezó una relación con el actor Federico Amador con quien protagonizó la telenovela Niní.
En 2013 lanzó su marca de ropa para niños de 0 a 8 años llamada Pancha Buenos Aires by Florencia Bertotti. En 2021 lanzó un nuevo espacio, el cual lleva el nombre de Pancha Recreo, una sección que contiene juegos de madera recuperada, sin pilas, sin reglas y sin instrucciones, para acompañar a los más chicos en sus distintas etapas de desarrollo y crecimiento. En esta sección también se encuentra una gran variedad de libros para niños de distintas edades, los cuales fueron especialmente elegidos y leídos previamente por Florencia.

## Filmografía

### Televisión
| Año       | Título               | Personaje                     | Canal    |
| --------- | -------------------- | ----------------------------- | -------- |
| 1995      | Dulce Ana            | La hija de Fabián             | Canal 9  |
| 1996      | 90-60-90 Modelos     | Verónica Argüello             | Canal 9  |
| 1997-1998 | De corazón           | Victoria                      | Canal 13 |
| 1999-2000 | Verano del 98        | Dolores "Lola" Guzmán         | Telefe   |
| 2000-2001 | Luna salvaje         | Sol Guelar                    | Telefe   |
| 2001      | Culpables            | Sofía                         | Canal 13 |
| 2002-2003 | Son amores           | Valeria Marquesi              | Canal 13 |
| 2004      | Los pensionados      | Florencia                     | Canal 13 |
| 2004-2005 | Floricienta          | Florencia Fazzarino Santillán | Canal 13 |
| 2009-2010 | Niní                 | Nina "Niní" Gómez             | Telefe   |
| 2012      | La dueña             | Amparo Lacroix                | Telefe   |
| 2014-2015 | Guapas               | Lorena Patricia Giménez       | Canal 13 |
| 2016      | Silencios de familia | Fabiana Aniello               | Canal 13 |

### Cine
| Año  | Título        | Personaje | Director/es                                                      |
| ---- | ------------- | --------- | ---------------------------------------------------------------- |
| 1998 | Mala época    | Connie    | Nicolás Saad, Mariano De Rosa, Salvador Roselli y Rodrigo Moreno |
| 1998 | El faro       | Aneta     | Eduardo Mignogna                                                 |
| 2001 | Déjala correr | Belén     | Alberto Lecchi                                                   |
| 2010 | Igualita a mí | Aylin     | Diego Kaplan                                                     |
| 2017 | Casi leyendas | Sol       | Gabriel Nesci                                                    |

## Teatro
| Año  | Título                                       | Personaje/Rol     |
| ---- | -------------------------------------------- | ----------------- |
| 2002 | Son amores                                   | Valeria Marquesi  |
| 2004 | Floricienta: en el Gran Rex                  | Floricienta       |
| 2005 | Floricienta: Princesa de la Terraza Tour     | Floricienta       |
| 2006 | Tour de los Sueños                           | Floricienta       |
| 2007 | Floricienta, el tour de los sueños en México | Floricienta       |
| 2010 | Niní: la búsqueda                            | Nina "Niní" Gómez |
| 2018 | Simona: en vivo                              | Dirección         |
| 2019 | 100 metros cuadrados                         | Sara              |

## Radio
| Año       | Programa      | Estación  | Rol          |
| --------- | ------------- | --------- | ------------ |
| 2022-2024 | Días y flores | Vale 97.5 | Presentadora |

## Discografía

### Álbumes
- 2023: Canciones a medida
- 2023: Inéditos (EP)

### Sencillos
- Quédate conmigo
- Gran día
- Miles de gotas
- Nuestro collage

### Bandas sonoras
| Año  | CD                                         | Serie/Grupo |
| 2004 | Floricienta y su banda                     | Floricienta |
| 2004 | Karaoke 2004 Floricienta                   | Floricienta |
| 2005 | Floricienta 2                              | Floricienta |
| 2005 | Floricienta - Temas inéditos - Teatro 2005 | Floricienta |
| 2005 | Floricienta: Especial navidad              | Floricienta |
| 2005 | Karaoke 2005 Floricienta                   | Floricienta |
| 2007 | Floricienta: Grandes éxitos                | Floricienta |
| 2009 | Niní: Arriba las ilusiones                 | Niní        |

### Sencillos promocionales
| Sencillo               | Año  | Álbum                      |
| ---------------------- | ---- | -------------------------- |
| «Floricienta»          | 2004 | Floricienta y su banda     |
| «Por qué»              | 2004 | Floricienta y su banda     |
| «Mi vestido azul»      | 2004 | Floricienta y su banda     |
| «Corazones al viento»  | 2005 | Floricienta 2              |
| «Flores amarillas»     | 2005 | Floricienta 2              |
| «Arriba las ilusiones» | 2009 | Niní, arriba las ilusiones |
| «Silencios de familia» | 2016 | Silencios de familia       |
| «Las Estrellas»        | 2017 | Las Estrellas              |
| «Simona Va»            | 2018 | Simona                     |
| «Gran Día»             | 2020 | Gran Día (Single)          |

## Giras musicales

### Con Floricienta
- Floricienta: en el Gran Rex (2004)
- Floricienta: Princesa de la Terraza Tour (2005)
- Tour de los Sueños (2006)
- Floricienta: Tour de los Sueños en México (2007)

### Con Niní
- Niní: la búsqueda (2010)

### Como solista
- Locura (2022)
- Flor Bertotti en concierto (2023-2024)

## Premios y nominaciones

### Premios Cóndor de Plata
| Año  | Categoría           | Película | Resultado |
| ---- | ------------------- | -------- | --------- |
| 1999 | Revelación Femenina | El faro  | Nominada  |

### Premios Martín Fierro
| Año  | Categoría                              | Programa             | Resultado |
| ---- | -------------------------------------- | -------------------- | --------- |
| 2002 | Mejor actriz de comedia                | Son amores           | Ganadora  |
| 2003 | Mejor actriz de comedia                | Son amores           | Ganadora  |
| 2004 | Mejor actriz de comedia                | Floricienta          | Nominada  |
| 2005 | Mejor actriz de comedia                | Floricienta          | Nominada  |
| 2017 | Mejor actriz de unitario y/o miniserie | Silencios de familia | Nominada  |

### Premios Clarín
| Año  | Categoría                      | Programa   | Resultado |
| ---- | ------------------------------ | ---------- | --------- |
| 2003 | Actriz protagonista de comedia | Son Amores | Ganadora  |

### Premios Tato
| Año  | Categoría                     | Programa             | Resultado |
| ---- | ----------------------------- | -------------------- | --------- |
| 2016 | Actriz protagónica de comedia | Silencios de familia | Nominada  |

### Premios INTE
| Año  | Categoría               | Programa   | Resultado |
| ---- | ----------------------- | ---------- | --------- |
| 2003 | Talento juvenil del año | Son amores | Nominada  |

### Premios ACE
| Año  | Categoría                     | Obra teatral        | Resultado |
| ---- | ----------------------------- | ------------------- | --------- |
| 2019 | Actriz protagónica de comedia | 100 Metros cuadrado | Nominada  |

### Kids' Choice Awards Argentina
| Año  | Categoría    | Programa | Resultado |
| ---- | ------------ | -------- | --------- |
| 2011 | Mejor actriz | Niní     | Nominada  |